# 上多度志站

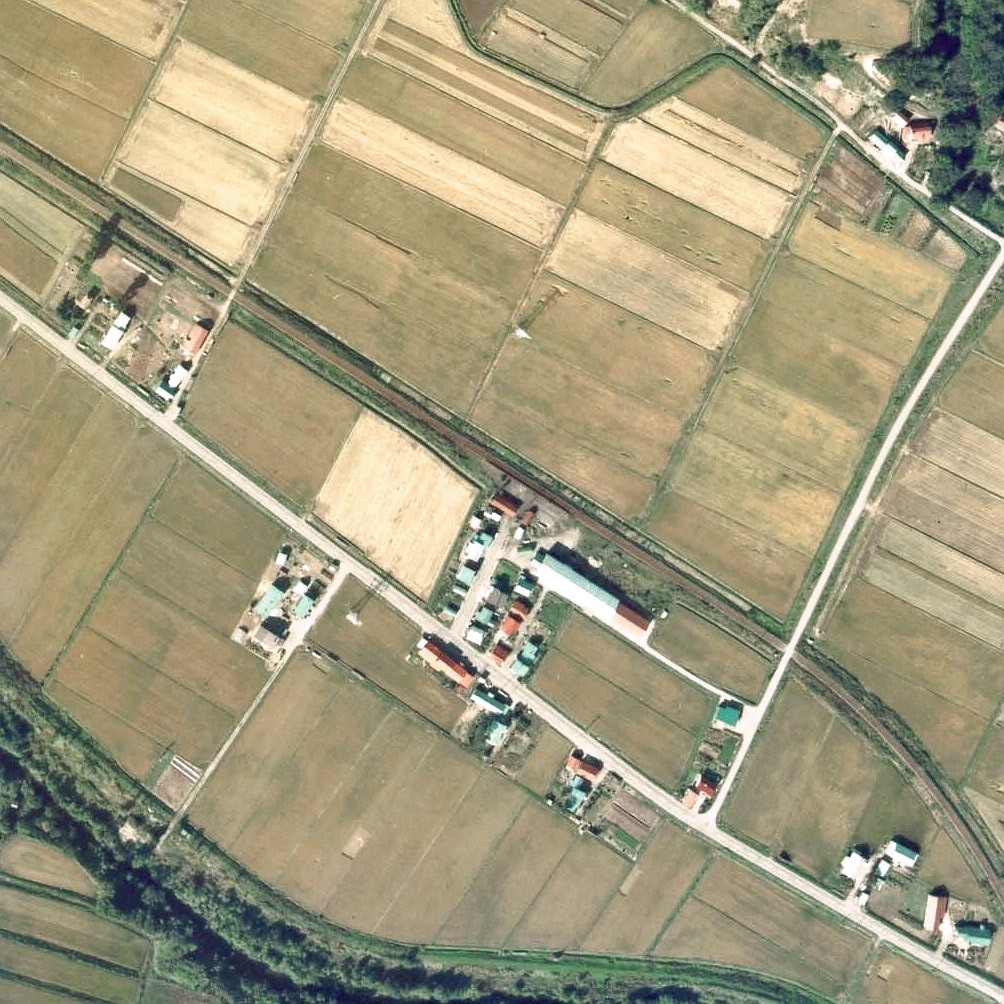
1977年的上多度志站與方圓約500米範圍。左上方是朱鞠內方向。圖中可看到車站大樓與月台之間的地方已填滿。曾經站內設有島式月台與副本線。

上多度志站（日语：／ Kami-Tadoshi eki */?）是位於北海道深川市多度志町字上多度志，北海道旅客鐵道（JR北海道）的深名線車站（廢站）。隨著深名線廢線，車站在1995年（平成7年）9月4日廢除。

## 歷史
- 1946年（昭和21年）6月1日 - 運輸省深名線的上多度志臨時乘降場（局（日语：鉄道管理局）設定）啟用。
- 1949年（昭和24年）6月1日 - 日本國有鐵道成立，成為日本國有鐵道車站。
- 1950年（昭和25年）1月15日 - 升級至車站，名為上多度志站[1][2]。開始處理行李[2]。
- 1954年（昭和29年）6月1日 - 開始處理貨物。
- 1961年（昭和36年）4月1日 - 成為業務委託車站。
- 1974年（昭和49年）10月1日 - 結束處理貨物。
- 1982年（昭和57年）3月30日 - 結束處理行李，成為無人車站（簡易委託化）。
- 1987年（昭和62年）4月1日 - 伴隨國鐵分割民營化，車站由北海道旅客鐵道（JR北海道）營運。
- 日期不詳[注 1] - 結束簡易委託，完全成為無人車站。
- 1995年（平成7年）9月4日 - 深名線全線廢除，此站也廢除。

## 站名的由來
車站名稱取自地名。由於位於多度志川的上流部分，因此冠以「上」字。

## 車站構造
截至車站廢除前，車站是一座地面車站，設有1面1線的單式月台（實際上是島式月台只使用單邊）。月台位於路軌西南方（名寄方向的列車會開啟左邊車門）。站內沒有轉轍器。曾經此站設有1面2線的島式月台，當時可進行列車交會。截至1983年（昭和58年），車站大樓一方的1線在廢除交會設備後，深川和名寄兩方還有轉轍器，路軌成為側線。後來在1993年（平成5年）前已經撤走。
此站是無人車站，在有人車站時代曾經把車站大樓翻新。車站大樓位於站內西南方，與月台有一段距離。在無人化後門口縮小了。

## 使用狀況
- 在1992年度（平成4年度），1日上下車人次為12人[4]。

## 車站周邊
車站周邊都是稻田，附近也設有農協和民居。
- 北海道道98號旭川多度志線（日语：北海道道98号旭川多度志線）
- 北海道道875號多度志一已線
- 多度志川[6]
- JR北海道巴士深名線（日语：深名線 (ジェイ・アール北海道バス)）「上多度志」巴士站

## 現況
在路線廢除後，設施隨即撒走，現時已經沒有痕蹟。截至2000年（平成12年），車站遺址變成空地。截至2010年（平成22年），遺址繼續為空地，站前遺留了農業倉庫。周邊路軌遺址變成道路。截至2011年（平成23年）也是同樣，車站現址成為一片鋪滿碎石，為巴士回轉場。
此外，截至2010年（平成22年），此站至圓山站之間設有「多度志隧道」，在名寄出口一方設有堆積硬塊遺址，該處設有北海道道875號。截至2011年（平成23年）也是同樣，隧道口被沙袋圍封。

## 相鄰車站
北海道旅客鐵道（JR北海道）
深名線
圓山－上多度志－多度志

## 注腳